# 沈阳道 (天津)
沈阳道是中国天津市和平区的一条道路，东北到和平路，西南到南京路，全长1303米，宽4米至7米。目前，沈阳道地区是天津市历史风貌建筑的聚集地之一，大量的名人故居坐落于此。

## 历史
沈阳道所在地区在1896年天津日租界开辟时就被划入该租界，初期并未开发，直到1903年天津日租界正式成立时才开始修筑道路，逐渐形成天津日租界一条重要道路，当时名为“蓬莱街”。1946年，南京国民政府收复后以沈阳市之名更为现名至今。

## 现况与发展

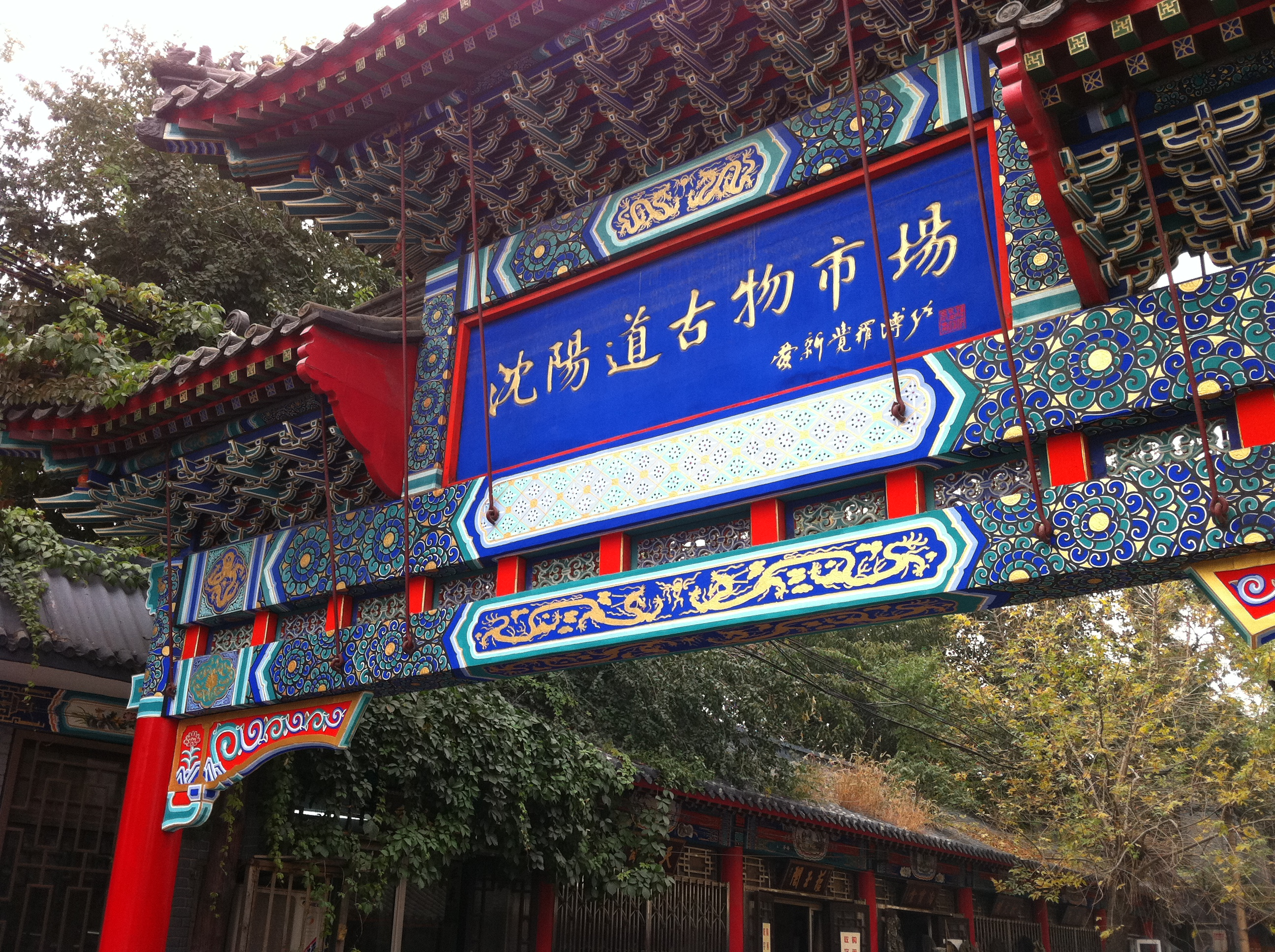
沈阳道古物市场

沈阳道目前东北到和平路，西南到南京路，全长1303米，宽4米至7米，路面面积为6857平米，为沥青路面。两侧人行道均宽14米，人行道面积为1473平米。沿途建有王揖唐旧居等建筑。

### 沈阳道古物市场
二十世纪八十年代，天津市内出现“旧物调剂市场”，而和平区的旧物调剂市场就在沈阳道一带，便在当时形成了旧物交换市场。1987年，原旧物交换市场已逐步发展成为古物交易场所。1992年，和平区对旧物市场进行改造，并更名为“沈阳道古物市场”。目前，沈阳道古物街有店铺、棚亭、地摊和店铺300余家，每日客流量可达万余人次。2009年，天津市人民政府对沈阳道古物市场进行整修，现已开街。

## 建筑
目前，沈阳道现存比较著名的建筑有：
- 天津市历史风貌建筑：王揖唐旧居，沈阳道66号。[4]

## 交汇道路
目前，与沈阳道相交汇的主要道路有：
- 和平路，原旭街
- 辽宁路，原常磐街
- 新华路，原荣街
- 山东路，原花园街
- 热河路，原小松街
- 河北路，原芙蓉街
- 蒙古路，原桔街
- 河南路，原春日街
- 山西路，原明石街
- 林西路，原香取街
- 陕西路，原须磨街
- 甘肃路，原淡路街
- 新疆南路，原三岛街
- 南京路，原住吉街

## 延伸閱讀
- （英文）O.D.Rasmussen. . 天津: 天津印字馆（1925）.
- （中文）费成康. . 上海: 上海社会科学院出版社. 1992年. ISBN 7-80515649-2.